# Rubus chaerophylloides
Rubus chaerophylloides är en rosväxtart som beskrevs av Franz Joseph Spribille. Rubus chaerophylloides ingår i släktet rubusar, och familjen rosväxter. Inga underarter finns listade i Catalogue of Life.